# Bandiera della Repubblica Socialista Federativa Sovietica Transcaucasica

Bandiera della RSFS Transcaucasica

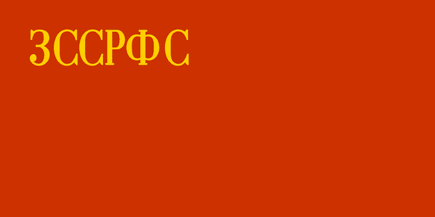
Bandiera della RSFS Transcaucasica dal 1922 al 1925

La bandiera della Repubblica Socialista Federativa Sovietica Transcaucasica fu adottata dalla RSFS Transcaucasica negli anni trenta.
Prima di questa, la bandiera era rossa con i caratteri scritti in alfabeto cirillico ЗСФСР in oro.